# NGC 514
NGC 514 (również PGC 5139 lub UGC 947) – galaktyka spiralna z poprzeczką (SBc), znajdująca się w gwiazdozbiorze Ryb. Odkrył ją William Herschel 16 października 1784 roku.